# Zwemmen op de Olympische Zomerspelen 2024 – 200 meter vlinderslag vrouwen
De 200 meter vlinderslag vrouwen op de Olympische Zomerspelen 2024 werd gezwommen op 31 juli en 1 augustus 2024. Regerend olympisch kampioene was Zhang Yufei uit China. 

## Records
Voorafgaand aan het toernooi waren dit het wereldrecord en het olympisch record
| Wereldrecord     | Liu Zige    | 2.01,81 | Jinan | 21 oktober 2009 |
| Olympisch record | Zhang Yufei | 2.03,86 | Tokio | 29 juli 2021    |

## Uitslagen
De zestien snelste zwemmers in de series kwalificeerden zich voor de halve finales, de snelste acht in de halve finales gingen door naar de finale.

### Series
| Rang | Serie | Baan | Naam                  | Land                  | Tijd    | Bijz. |
| ---- | ----- | ---- | --------------------- | --------------------- | ------- | ----- |
| 1    | 3     | 5    | Zhang Yufei           | China                 | 2.06,55 | Q     |
| 2    | 2     | 4    | Regan Smith           | Verenigde Staten      | 2.06,99 | Q     |
| 3    | 3     | 3    | Abbey Connor          | Australië             | 2.07,13 | Q     |
| 4    | 2     | 6    | Helena Rosendahl Bach | Denemarken            | 2.07,34 | Q     |
| 5    | 2     | 5    | Alex Shackell         | Verenigde Staten      | 2.07,49 | Q     |
| 6    | 3     | 4    | Summer McIntosh       | Canada                | 2.07,70 | Q     |
| 7    | 1     | 6    | Keanna Macinnes       | Groot-Brittannië      | 2.08,46 | Q     |
| 8    | 1     | 4    | Elizabeth Dekkers     | Australië             | 2.08,97 | Q     |
| 9    | 2     | 3    | Airi Mitsui           | Japan                 | 2.09,12 | Q     |
| 10   | 2     | 2    | Boglárka Kapás        | Hongarije             | 2.09,28 | Q     |
| 11   | 3     | 6    | Chen Luying           | China                 | 2.09,31 | Q     |
| 12   | 1     | 5    | Lana Pudar            | Bosnië en Herzegovina | 2.09,32 | Q     |
| 13   | 3     | 7    | Georgia Damasioti     | Griekenland           | 2.09,55 | Q     |
| 14   | 1     | 3    | Laura Stephens        | Groot-Brittannië      | 2.10,46 | Q     |
| 15   | 3     | 2    | Hiroko Makino         | Japan                 | 2.10,79 | Q     |
| 16   | 1     | 2    | Laura Cabanes         | Spanje                | 2.10,82 | Q     |
| 17   | 2     | 7    | Anja Crevar           | Servië                | 2.18,46 |       |
| 18   | 1     | 7    | Alondra Ortiz         | Costa Rica            | 2.18,56 |       |
| 19   | 3     | 1    | Lia Lima              | Angola                | 2.22,19 |       |

### Halve finales
| Rang | Serie | Baan | Naam                  | Land                  | Tijd    | Bijz. |
| ---- | ----- | ---- | --------------------- | --------------------- | ------- | ----- |
| 1    | 1     | 3    | Summer McIntosh       | Canada                | 2.04,87 | Q     |
| 2    | 1     | 4    | Regan Smith           | Verenigde Staten      | 2.05,39 | Q     |
| 3    | 2     | 4    | Zhang Yufei           | China                 | 2.06,09 | Q     |
| 4    | 1     | 6    | Elizabeth Dekkers     | Australië             | 2.06,17 | Q     |
| 5    | 2     | 3    | Alex Shackell         | Verenigde Staten      | 2.06,46 | Q     |
| 6    | 1     | 5    | Helena Rosendahl Bach | Denemarken            | 2.06,65 | Q, NR |
| 7    | 2     | 5    | Abbey Connor          | Australië             | 2.07,10 | Q     |
| 8    | 1     | 1    | Laura Stephens        | Groot-Brittannië      | 2.07,53 | Q     |
| 9    | 2     | 6    | Keanna Macinnes       | Groot-Brittannië      | 2.08,04 |       |
| 10   | 2     | 7    | Chen Luying           | China                 | 2.08,07 |       |
| 11   | 2     | 2    | Airi Mitsui           | Japan                 | 2.08,71 |       |
| 12   | 1     | 7    | Lana Pudar            | Bosnië en Herzegovina | 2.08,74 |       |
| 13   | 2     | 8    | Hiroko Makino         | Japan                 | 2.09,16 |       |
| 14   | 1     | 2    | Boglárka Kapás        | Hongarije             | 2.09,23 |       |
| 15   | 2     | 1    | Georgia Damasioti     | Griekenland           | 2.10,25 |       |
| 16   | 1     | 8    | Laura Cabanes         | Spanje                | 2.10,60 |       |

### Finale
| Rang   | Naam | Land                  | Tijd             | Baan    | Bijz. |
| ------ | ---- | --------------------- | ---------------- | ------- | ----- |
| Goud   | 4    | Summer McIntosh       | Canada           | 2.03,03 | OR    |
| Zilver | 5    | Regan Smith           | Verenigde Staten | 2.03,84 |       |
| Brons  | 3    | Zhang Yufei           | China            | 2.05,09 |       |
| 4      | 6    | Elizabeth Dekkers     | Australië        | 2.07,11 |       |
| 4      | 7    | Helena Rosendahl Bach | Denemarken       | 2.07,11 |       |
| 6      | 2    | Alex Shackell         | Verenigde Staten | 2.07,73 |       |
| 7      | 1    | Abbey Connor          | Australië        | 2.08,15 |       |
| 8      | 8    | Laura Stephens        | Groot-Brittannië | 2.08,82 |       |